# عين مركبة

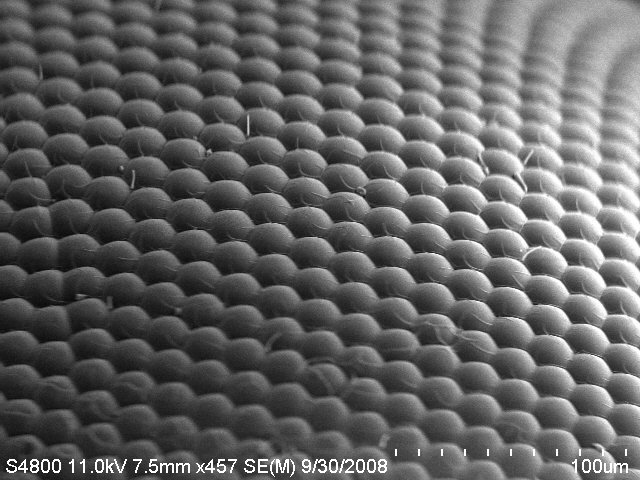
صورة العين المركبة للذبابة المنزلية ؛ صورةبالمجهر الإلكتروني الماسح.

العين المركبة في الحشرات

العين المركّبة نوع من العيون لها كثير من العدسات الدقيقة المتقاربة. والعيون المركّبة تختلف عن العيون التي لها عدسة واحدة كعيون السمك والطيور، أو عيون الثدييات، بما في ذلك الإنسان. وهناك مجموعتان كبيرتان من الحيوانات ذات عيون مركبة هما الحشرات والقشريات، والأخيرة تتضمن السرطانات وجراد البحر.
وعدد العدسات في العين المركبة يتراوح بين أقل من 100 وأكثر من 20,000 في الأنواع المختلفة من الحيوانات. وكل عدسة هي الجزء الأعلى من بِنْيَة تُسمى عيينة (عضو). وخلف العدسة، تتكون العيينة من عدد من الخلايا الحساسة للضوء تسمى مستقبلات الضوء. ويتصل كل منها بالدماغ عن طريق شعيرة حسية.
والعين المركبة لها سطح مقوس. ونتيجة لذلك ، لاتتجه اثنتان من العيينات إلى الاتجاه نفسه تمامًا. فكل عيينة تسجل انطباعًا عن جزء صغير من البيئة المحيطة بالحيوان . وتتجمع الإشارات القادمة من كل العيينات  في الدماغ وتشكل الدماغ  صورة مركبة. ، عن طريقها يستطيع  الحيوان التمييز بين أنماط الضوء وحركة الأجسام والألوان . والعين المركبة ليس لها حركة تلقائية للتركيز. ولذلك فإن الأشياء القريبة هي التي يمكن أن تُرى بوضوح. ولكنها تتميز بسرعة كبيرة في الرؤية فهي تري نحو 250 صورة في الثانية . لهذا يصعب عليك  الإمساك بذبابة أو ضربها.
وهناك أنواع كثيرة من الحشرات ذات عيون مركّبة يمكنها أن ترى الأشعة فوق البنفسجية لونًا مميزًا، على حين أن العين البشرية لا تستطيع أن تفعل ذلك. وبالمثل، فإن بعض الحشرات يمكنها أن تتبين مستوى الاستقطاب في الضوء المُستَقطَب، وهي مقدرة تفتقدها العين البشرية. وتلك القدرة في اكتشاف مستوى الاستقطاب تساعد الحشرات، كالنمل والنحل، في السعي باستعمال ضوء الشمس، لأن استقطاب ضوء الشمس يتفاوت تبعًا لوضع الشمس في السماء.

## تركيب العين المركبة

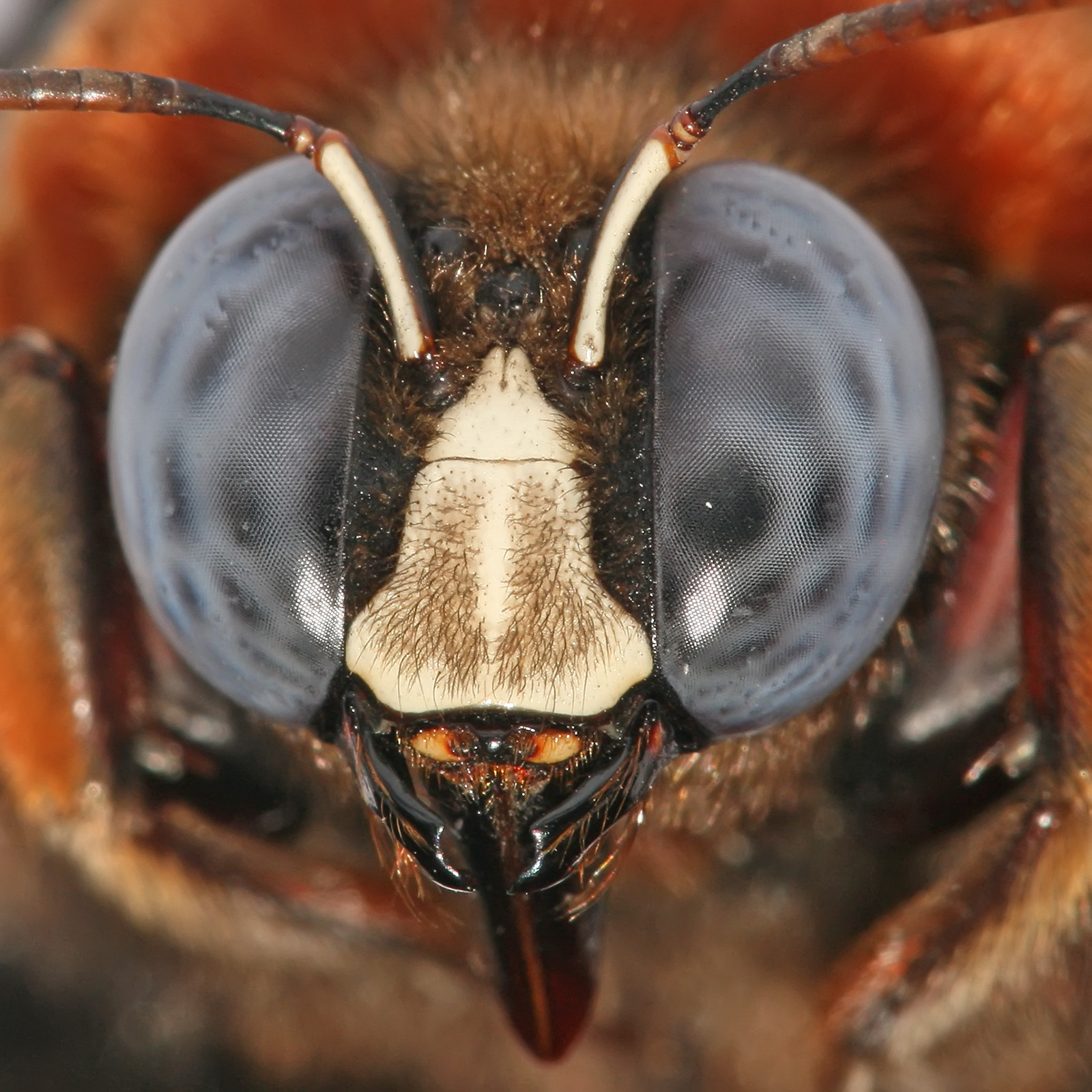
عينان مركبتان لنحلة.

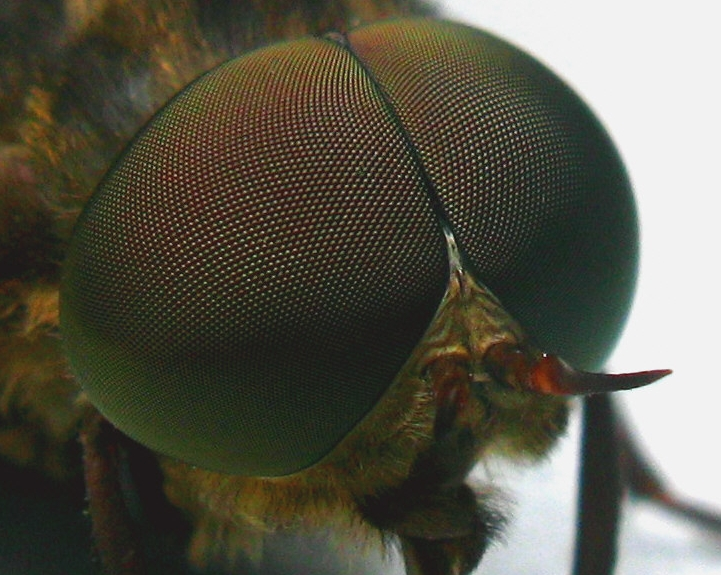
عينان مركبتان ، ذبابة

تتكون العين المركبة من عدد كبير من العيينات وكل عيينة تتكون من 8 خلايا مستقبلة للضوء. كل عيينة تستطيع رؤية مقطع صغير من المحيط بها ، وتتشكل الصورة النهائية من تجميع تلك الصور المنفردة . يختلف عدد العيينات في العين المركبة بين الأصناف المختلفة للحشرات و مفصليات الأرجل بين عدة مئات إلى عدة عشرات الآلاف . 
.
دقة رؤية العين المركبة محدودة بسبب العدد الكبير للعيينات وهي أقل بكثير من دقة رؤية العين العادية ذات العدسة . ولكن سرعة الرؤية في العين المركبة تكون أسرع بكثير من سرعة رؤية العين البشرية مثلا.
تبلغ سرعة الرؤية للحشرات الطائرة نحو 250 صورة في الثانية (أي 250 هيرتز) ، وهذه السرعة أكبر 4 مرات من سرعة رؤية عين الإنسان ، حيث تصل سرعتها إلى 50 - 60 صورة في الثانية فقط. 
 
وهذا يعطي الذبابة مثلا سرعة كبيرة في المراوغة في الطيران وتحاشي من يريد اصطيادها أو ضربها. وتري العين المركبة الألوان بطريقة أفضل في حيز قريب من الأشعة فوق البنفسجية . كما تتميز الأصنوفات ذات عين مركبة باتساع كبير في زاوية الرؤية وتفوق في ذلك جميع الكائنات الأخرى.
توجد الأعين المركبة في الحشرات وفي السرطانات (حيوانات).

## اقرأ أيضا
- عيينة (عضو)
- شعيرة حسية